# Nadine Coyle
Nadine Elizabeth Louise Coyle (Londonderry, 1985. június 15. –) ír származású énekesnő, dalszerző, színésznő és modell, aki a 2000-es évek elején vált híressé a Six, majd a Girls Aloud tagjaként. Utóbbi 2009 májusára 25 millió fontos összeget keresett. A Girls Aloud tagjaként Coyle 20 top 10-es kislemezt adott ki, és öt BRIT Awards jelölést szerzett, melyek közül egyet 2009-ben sikerült is megnyerni.
Coyle debütáló, Insatiable című debütáló szólólemezét és címadó dalát 2010. november 8-án adta ki saját kiadója, a Black Pen Records. A lemez 20. lett az ír albumlistán, és 47. a briten.

## Élete

### 1985-2001: Kezdetek
Coyle Derryben, Észak-Írországban született 1985. június 15-én Lillian és Niall Coyle lányaként. Szülei kétéves korában fedezték fel tehetségét. Nem érdekelte az iskola, viszont jó jegyei voltak. Felvett egy demó CD-t, mely Louis Walsh-hez is eljutott. A lemezen a Fields of Gold, Somewhere Over the Rainbow, Love Is és Summertime feldolgozások hallhatóak.

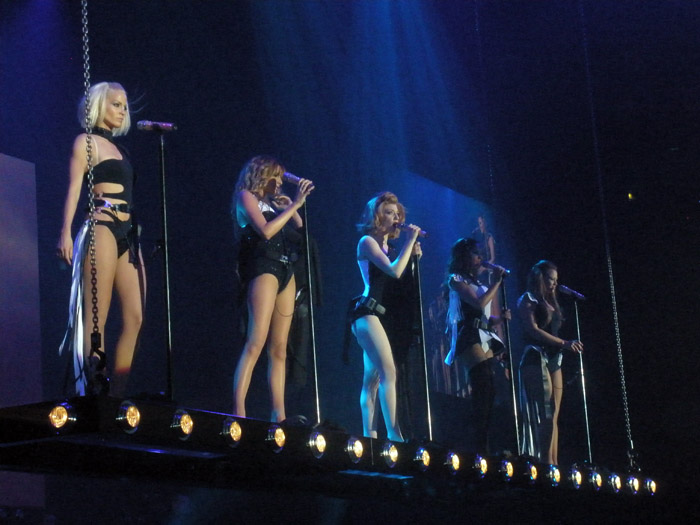
A Girls Aloud előadás közben.

### 2002-2009: Girls Aloud
2001-ben - miközben a Thornhill College tanulója volt - Coyle az ír tehetségkutató műsorba, a Popstars-ba, ahol Walsh zsűritag volt. Bekerülhetett végül a Six együttesbe, viszont később kiderült, Nadine hazudott koráról. Mindössze 16 éves volt, holott a korhatár 18 volt. Visszatért főiskolába tanulmányait folytatni. Később rendkívül félt a rákos megbetegedéstől, mivel egy dudort talált mellében 17 éves korában.
Louis Walsh rávette Coyle-t, hogy jelentkezzen a Popstars The Rivals-ba, amelynek végén egy fiú- és egy lánycsapat versengett a győzelemért. Több ezer jelentkező közül került tíz lány közé, akik közül Walsh, Pete Waterman, és Geri Halliwell választották ki a továbbjutásra alkalmasakat. Nadine már ekkor elnyerte a zsűri elismerését.
Coyle Cheryl Cole, Sarah Harding, Nicola Roberts és Kimberley Walsh mellett alapította a Girls Aloud-ot. Debütáló kislemezük, a Sound of the Underground első helyezett lett a brit kislemezlistán. Rekordot is döntöttek: megalakulásuk után nekik sikerült elérni az első helyet a legrövidebb idő alatt. Első lemezük, a Sound of the Underground 2003 májusában jelent meg, mely második helyen debütált és platina minősítést kapott. 2003 óta húsz top 10-es kislemezt adott ki az együttes. Az I’ll Stand by You, Walk This Way és a The Promise első helyezettek lettek. Albumaik közül kettő érte el ugyanezen pozíciót: a The Sound of Girls Aloud és az Out of Control. Összes lemezük platina minősítést kapott. Öt BRIT Awards jelölést kaptak, 2009-ben egy díjat is megnyertek.
2009-ben az együttes úgy döntött, szünetet tartanak, hogy mindenki szólókarrierjével foglalkozhasson.

### 2009-2011:Insatiable

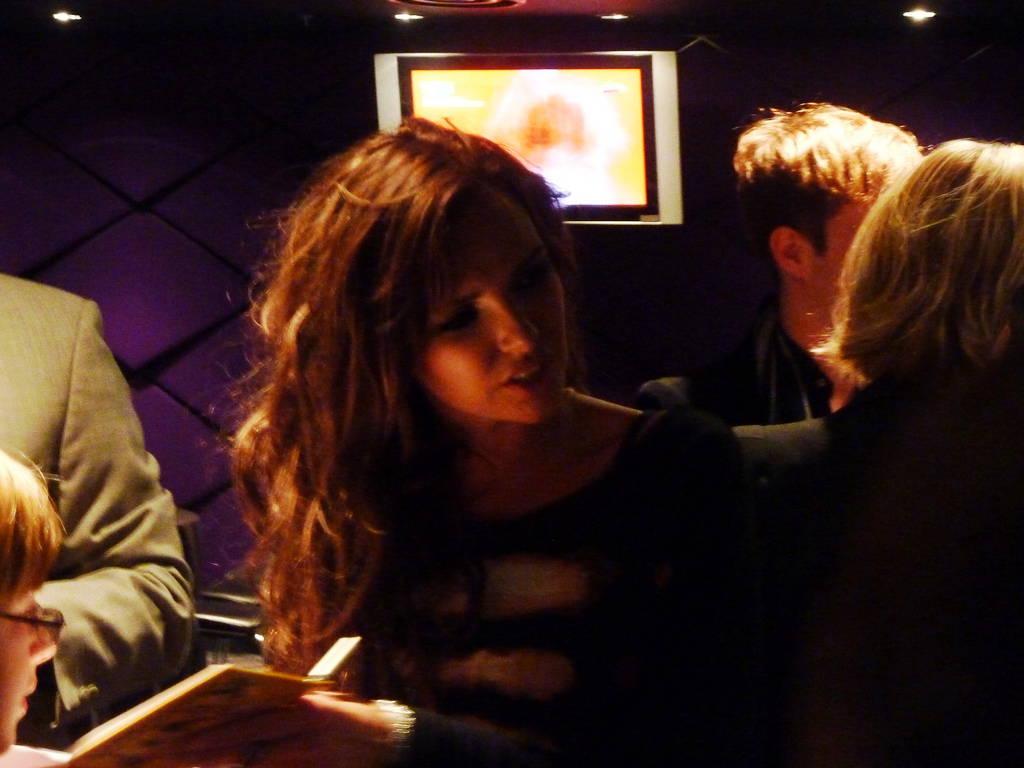
Nadine Coyle 2009-ben.

Coyle a szünetre album kiadását tervezte.
Barbara Charone-vel szándékozott dolgozni, aki már Madonna és Christina Aguilera mellett munkálkodott. A hír ellenére, miszerint három nagy kiadó akarta leszerződtetni Coyle-t, Nadine nem tudott egyik kiadóhoz sem kerülni. 2010 áprilisában bejelentették, az énekesnő a Geffen Records-hoz szerződött. A szerződés kudarcba fulladt. 2010 augusztusában a Tesco új kiadójához szerződött, ahol albumát saját kiadóján, a Black Pen Records-on keresztül adhatta ki.
2010 szeptemberében bejelentették, az Insatiable november 8-án jelenik meg. Rengeteg híres dalszerzővel és producerrel dolgozott az énekesnő: Desmond Child, Guy Chambers, Mike Elizondo, Steve Booker, Toby Gad, Tony Kanal és Ricci Riccardi.
Még a lemez kiadása előtt megjelent a Insatiable című kislemez. Guy Chambers szerezte, producere Ricci Riccardi volt ennek a 80-as éveket idéző felvételnek. 2010. október 29-én a Paul O'Grady Live című műsorban adta elő a számot az énekesnő.
2011. május 26-án bejelentették, kiadja a Runnin’-t, mint kislemezt az Egyesült Államokban. 2011. június 22-én pedig kiadta Sweetest High című dalát világszerte.

### 2012-jelen:Sweetest High
2012 áprilisában bejelentették, Coyle dolgozik második, Sweetest High című albumán, mely várhatóan 2012 végén jelenik meg. Rengeteg amerikai producerrel dolgozik. Don Julio, Are You Crazy és Save Me című számait előadta a Gumbopop-on. Don Julio című számát tervezi második kislemezként kiadni. A Love Me For A Reason és Back For Good bónusz dalok lesznek az albumon.

## Magánélet
2008 januárjában összejött Jason Bell-lel, viszont 2011 májusában véget ért kapcsolatuk.

## Diszkográfia

### Stúdióalbumok
| Év   | Cím | Legjobb helyezések | Legjobb helyezések | Legjobb helyezések | Legjobb helyezések |
| Év   | Cím | Írország           | Írország Indie     | Egyesült Királyság | UK Indie           |
| ---- | --- | ------------------ | ------------------ | ------------------ | ------------------ |
| 2010 | Insatiable - Megjelent: 2010. november 8. - Kiadó: Black Pen, Tesco - Formátumok: CD, digitális letöltés | 20                 | 2                  | 47                 | 4                  |

### Kislemezek
| Év   | Cím           | Legjobb helyezés | Legjobb helyezés | Legjobb helyezés | Legjobb helyezés | Album      |
| Év   | Cím           | Írország         | Skócia           | United Kingdom   | UK Indie         | Album      |
| ---- | ------------- | ---------------- | ---------------- | ---------------- | ---------------- | ---------- |
| 2010 | Insatiable    | 20               | 23               | 26               | 3                | Insatiable |
| 2011 | Sweetest High | -                | -                | -                | -                | TBA        |

### Filmográfia
| Év   | Film           | Szerep |
| ---- | -------------- | ------ |
| 2007 | St Trinian’s   | Önmaga |
| 2008 | St Trinian’s 2 | Önmaga |

### Televízió
| Év   | Műsor                       | Szerep       | Megjegyzés |
| ---- | --------------------------- | ------------ | ---------- |
| 2002 | Popstars The Rivals         | Versenyző    | Elnyerte   |
| 2005 | Girls Aloud: Home Truths    | Önmaga       |            |
| 2006 | Girls Aloud: Off the Record | Önmaga       |            |
| 2007 | The Friday Night Project    | Műsorvezető  |            |
| 2008 | The Passions of Girls Aloud | Önmaga       |            |
| 2008 | The Girls Aloud Party       | Előadó       |            |
| 2012 | America's Next Top Model    | Zsűri/vendég | [ 48 ]     |